# Marian Albertowitsch Kowalski

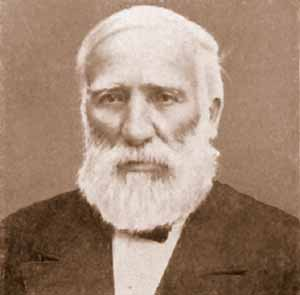
Marian Albertowitsch Kowalski

Marian Albertowitsch Kowalski (russisch Мариан Альбертович Ковальский; * 15. August 1821 bzw. 15. Oktober 1821 in Dobrzyń, Polen; † 28. Mai 1884 bzw. 9. Juli 1884 in Kasan) war ein polnisch-russischer Astronom.
Er studierte an der Universität von Sankt Petersburg. Von 1852 an war er der Direktor des Observatoriums und Dekan der Fakultät für Physik und Mathematik in Kasan.
Seine bedeutendste Arbeit war die Analyse der Eigenbewegung von 3136 Fixsternen aus dem Sternkatalog von James Bradley. Dies stellte die erste anwendbare Methode dar, um die Rotation der Milchstraße abzuleiten. Basierend auf dieser Arbeit widerlegte er die Ansicht, dass ein einzelner massiver Körper im Zentrum unserer Galaxis für die Bewegung der Sterne verantwortlich sei.
Im Bereich der Himmelsmechanik entwickelte er verbesserte Methoden, um die Umlaufbahn eines Planeten aus Beobachtungen abzuleiten, und er analysierte die Mathematik der Störungen in Planetenbewegungen. Insbesondere führte er eine genauere Bestimmung der Umlaufbahn des Planeten Neptun durch. Er schuf außerdem eine verbesserte Methode zur Bestimmung der Umlaufbahnen von Doppelsternen.
Seine bedeutendsten Schriften wurden 1859 unter dem Titel Recherches astronomiques de l'observatoire de Kasan veröffentlicht. 1862 wurde er zum korrespondierenden Mitglied der Russischen Akademie der Wissenschaften in Sankt Petersburg gewählt.
Er liegt auf dem katholischen Friedhof von Kasan begraben.
Die Krater Koval'sky auf dem Mars und der Koval'skiy auf dem Mond sind zu seinen Ehren benannt worden.

### Nachruf
- MNRAS 45 (1885) 208